# Tal Banin
Tal Banin (en hébreu : טל בנין), né le 7 mars 1971 à Kiryat Haïm en Israël, est un footballeur international israélien, qui évoluait au poste de milieu de terrain, aujourd'hui reconverti entraîneur.

## Biographie

### Carrière de joueur
Évoluant au poste de milieu défensif, Banin commence sa carrière au Hapoël Haïfa. En 1989, il signe au Maccabi Haïfa, le grand rival local, avec lequel il remporte le doublé Coupe-championnat en 1991. 
En 1993, il est recruté par l'AS Cannes, en France, puis revient dans le club de ses débuts l'année suivante. Il devient en 1997 le premier footballeur israélien à signer en Serie A, au Brescia Calcio, où il évolue trois saisons. Il remporte un troisième championnat d'Israël en 2003 avec le Maccabi Tel-Aviv, ainsi que deux autres Coupes en 2001 et 2002.

### Carrière internationale
Le 16 mai 1990, il honore sa première sélection contre l'Union soviétique. Lors de ce match, il inscrit son premier but à la 69e minute de la rencontre. Le match se solde par une victoire 3-2 des Israéliens. Il reçoit sa dernière sélection le 30 avril 2003 contre la Chypre (victoire 2-0).
Sélectionné à 77 (ou 78) reprises en équipe nationale entre 1990 et 2003, il en est le capitaine de 1997 à 2003. Entre 1995 et 2003, il porte 34 fois le brassard de capitaine.

### Carrière d'entraîneur
Peu après la fin de sa carrière en 2006, il se reconvertit dans l'encadrement. En 2010-2011, il est l'adjoint du sélectionneur national Luis Fernández. Il devient la saison suivante l'entraîneur de l'Hapoël Haïfa, puis du Maccabi Netanya en 2012.

## Palmarès
- Avec le  Maccabi Haïfa
  - Champion d'Israël en 1991
  - Vainqueur de la Coupe d'Israël en 1991

- Avec le  Maccabi Tel-Aviv
  - Champion d'Israël en 2003
  - Vainqueur de la Coupe d'Israël en 2001 et 2002

## Statistiques

### Buts en sélection
Le tableau suivant liste tous les buts inscrits par Tal Banin avec l'équipe d'Israël.

### Statistiques d'entraîneur
| Israël -17 ans       | Juillet 2008     | Juillet 2010     | 28 | 11 | 2  | 15 | 39,3 |
| Hapoël Haïfa         | 28 novembre 2011 | 12 mai 2012      | 24 | 10 | 7  | 7  | 41,7 |
| Maccabi Netanya      | 13 mai 2012      | 18 mars 2013     | 36 | 9  | 12 | 15 | 25,0 |
| Maccabi Ahi Nazareth | 25 novembre 2013 | 14 juin 2014     | 26 | 10 | 9  | 7  | 38,5 |
| Hapoël Haïfa         | 16 février 2015  | 21 décembre 2015 | 29 | 8  | 7  | 14 | 27,6 |
| Bnei Sakhnin         | 18 janvier 2018  |                  | 10 | 3  | 2  | 5  | 33,3 |